# Михаил Лермонтов
Вижте пояснителната страница за други личности с името Лермонтов.
Михаил Юриевич Лермонтов (на руски: Михаил Юрьевич Лермонтов) е руски поет, писател, драматург и художник, един от основните представители на романтизма в руската литература, наред с Александър Пушкин и Фьодор Тютчев.

## Биография
Лермонтов е роден на 15 октомври (3 октомври стар стил) 1814 година в Москва в благородническо семейство от Тулска губерния и израства в имението Тархани, намиращо се в Пензенска губерния, където днес се намира и гробът му. Родът му произлиза от представител на шотландската фамилия Лиърмаунт (англ. Learmonth), заселил се в Русия по времето на цар Михаил Фьодорович Романов (началото на 17 век).
Майката на Лермонтов, Мария Лермонтова, умира през 1817 година и той е отгледан от нейната майка Елизавета Арсениева, която се намира в постоянен конфликт с баща му, Юрий Лермонтов. Тъй като детето често боледува, баба му на три пъти го води в курортите в Северен Кавказ.
През 1827 година двамата се преместват в Москва, където Лермонтов започва да учи в гимназия. През 1828 година започва да пише стихове, силно повлияни от стила на Джордж Байрон, който е особено популярен в Русия по това време. През 1830 година публикува първото си стихотворение – „Весна“. Същата година постъпва в Благородния пансион към Московския университет.
През 1832 година, след конфликт с преподаватели, напуска университета и заминава за Санкт Петербург, където постъпва във военно училище.
През 1834 година Лермонтов става офицер в Лейбгвардейския хусарски полк в Царско село. След смъртта на Александър Пушкин през 1837 година той му посвещава поемата „На смерть поэта“, изпълнена с обвинения към съвременното руско общество. Произведението предизвиква широк отзвук и му донася популярност, но също така и недоволството на цар Николай I. Лермонтов е арестуван и изпратен в драгунска част в Кавказ, където се запознава със заточени декабристи и известни грузински интелектуалци.
През 1838 година, със съдействието на поета Василий Жуковски, Лермонтов се завръща в столицата. Той започва да публикува стихове и бързо придобива известност в литературните среди. Лермонтов отново става част от петербургското общество и се утвърждава като „светски лъв“, особено след като много почитатели на знаменитости и герои започват да го ухажват.
В същото време поетът размишлява върху силни образи, които го вълнуват още от младостта. Кавказ възражда неговите стари мечти и вдъхновява създаването на поемите „Демон“ и „Мцири“. Те са замислени още много отдавна — „Демон“ още по времето, когато Лермонтов живее в Москва, преди да постъпи в университета. Поемата е преработвана няколко пъти.
Произходът на „Мцири“ несъмнено се свързва с ранна бележка на Лермонтов от московския му период: „Да пиша записки на млад монах – 17-годишен. От дете е бил в манастира, освен свещените книги друго не е чел... Страстната му душа изнемогва. Идеали.“
В основата на „Демон“ стои съзнанието за самотата на личността сред необятната вселена. Демонизмът в творчеството на Лермонтов се характеризира с горда душа, отчуждение от света и презрение към дребнавите страсти и страхливостта. За Демона светът изглежда тесен и жалък, а за Мцири — враждебен и ограничен, тъй като в него липсват свобода и въплъщение на идеалите, вдъхновени от страстното въображение на човек, израснал в природата. Няма израз за могъщия пламък, който гори в гърдите му още от млада възраст. Поемите „Мцири“ и „Демон“ се допълват взаимно и отразяват обща философска и емоционална линия в творчеството на Лермонтов.
През 1840 г. Лермонтов се запознава с критика Висарион Белински, който го нарича „голямата надежда на руската литература“.

### Дуели и последни години
На 16 февруари 1840 г., по време на бал в дома на графиня Лавал, Лермонтов влиза в конфликт със сина на френския посланик Ернест Барант. Причината за спора остава неясна, като липсва единна версия за инцидента.
Според показанията на Лермонтов при ареста му, Барант се почувствал обиден от това, че Лермонтов казал „неблагоприятни неща“ за него в разговор с „известен човек“. Според светските слухове, този „известен човек“ била принцеса Мария Щербатова, на която се приписва и любовният интерес на бъдещите дуелисти. Съществува и мнение, изразено от съвременници, че причината за конфликта била свързана със съпругата на секретаря на руското консулство в Хамбург. Тереза Бахерахт. Твърди се, че Барант обичал както нея, така и Щербатова, поради което Бахерахт, опитвайки се да отклони вниманието на Ернест от съперницата си, случайно се скарала с Лермонтов.
Предпоставката за кавгата в дома на Лавал може да се търси и в обтегнатите руско-френски отношения, свързани с политическата обстановка по онова време. Освен това се отчитат антифренските настроения на самия Лермонтов, породени от убийството на Пушкин от французина Жорж Дантес. Възползвайки се от това, недоброжелатели на поета през 1839 г. информират Ернест Барант и баща му, че в „Смъртта на поета“ се съдържат редове, които уж уязвяват националната гордост на Франция. Тази провокация обаче не успява — Лермонтов дори е поканен на новогодишния бал в посолството за лично запознанство, макар Ернест да остава предпазлив към него. Така предпоставките за конфликта могат да се търсят в съвкупността от фактори: взаимното предубедено отношение между Барант и Лермонтов, както и интригите, свързани с принцеса Щербатова и Бачерахт.
Барант предизвиква Лермонтов на дуел, който се провежда на 18 февруари 1840 г. Французинът стреля пръв, но не улучва. Лермонтов отвръща, като умишлено стреля встрани, след което дуелът е прекратен. За „недокладване на дуела“ на 11 (23) март Лермонтов е арестуван и предаден на военен съд. Барант, по волята на руския император, не е привлечен към отговорност. След като научава за показанията на Лермонтов, Ернест се чувства обиден и разпространява твърдението, че поетът всъщност се е целил в него, но е пропуснал. В отговор Лермонтов го кани на тайна среща, която се състои на 22 март (3 април) в караулката на Арсенала, където поетът е задържан по това време. Според собствените му показания, Лермонтов тогава изразява готовност да повторят дуела, ако Барант пожелае. Съдът обвинява поета в опит за повторно уреждане на дуел.
Началникът на жандармерията, генерал Александър Бенкендорф, лично настоява поетът да поднесе писмено извинение на Барант за клеветническите си показания пред съда. За да защити достойнството и репутацията си, Лермонтов се обръща за закрила към великия княз Михаил Павлович, като писмено заявява, че не може да се унижи с извинение, което би било лъжа. Михаил Павлович предава писмото на брат си Николай I, и Бенкендорф оттегля настояването си за извинение. По решение на съда от 13 (25) април Лермонтов отново е изпратен в Кавказ, в Тенгинския пехотен полк – фактически на първа бойна линия от Кавказката война, където поетът пристига в началото на май. Съдът е принуден по нареждане „отгоре“ да вземе сурово решение: да изпрати Лермонтов на едно от най-опасните места във войната. Такава присъда той получава не толкова заради дуела, колкото заради своите искрени показания, които излагат сина на френския посланик пред обществото.
Императорът заповядва поетът да не напуска първата бойна линия и да се включва във военни операции. В Кавказ Михаил Лермонтов се отличава в боевете при река Валерик със смелост и хладнокръвие, съгласно официалния доклад. През юли 1840 г. генерал-майор Аполон Галафеев представя Лермонтов за достатъчно висока награда за неговия чин, но в щаба на Кавказкия корпус предложението е заменено с друго – за по-ниска награда. Той е представен и за награждаване със златна сабя „За храброст“, като предложението е подписано от командира на кавалерията на чеченския отряд, полковник Владимир Голицин. Поетът обаче така и не получава нито наградно оръжие, нито орден – името му е зачеркнато лично от Николай I в списъка на наградените.
През 1840 г. е публикувано единственото издание на стиховете на Лермонтов, излязло приживе. В него той включва 26 стихотворения и две поеми – „Мцири“ и „Песен за царя <...> и търговеца Калашников“.
В началото на 1841 г. Лермонтов се завръща за кратко в Санкт Петербург. По време на отпуската си дори обмисля издаването на собствено списание, но под влияние на баба си, която настоява внукът ѝ да направи военна кариера, не се осмелява да напусне армията. Скоро отново е изпратен в Кавказ.
По пътя към частта си през пролетта на 1841 г. Лермонтов посещава свои познати офицери. В Землянск (Воронежка област) той среща бившия си другар от полка, ротмистър Александър Реми, който е получил ново назначение в Новочеркаск. Двамата гостуват на офицера от Лейбгвардейския хусарски полк Александър Потапов в неговото воронежко имение Семидубравное, на 10 км от Землянск.
Лермонтов напуска Санкт Петербург с тежки предчувствия  – първо в Ставропол, където е разположен Тенгинският полк, а на 13/25 май в Пятигорск. В Пятигорск влиза в конфликт с 25-годишния бивш майор от Кавказкия фронт Николай Мартинов. Той е бил пристрастен към кавказкото облекло и носел черкезки костюм по навик, което пораждало насмешки и подигравки от обкръжението му и най-вече от Лермонтов. Заради това Мартинов предизвиква Лермонтов на дуел. На 27 юли 1841 г. в Пятигорск Лермонтов стреля пръв нагоре във въздуха, но врагът му прострелва поета в гърдите и го убива.
Руският император Николай I, който съжалява за смъртта на бунтаря Пушкин, казва за Лермонтов: „За кучето – кучешка смърт“. Тялото му е пренесено в гробницата на семейство Арсениеви в Тархани през 1842 г.

## Творчество
Михаил Лермонтов притежавал изключителен поетичен талант. Съвременниците му вярвали, че именно той е способен да заеме мястото на Пушкин в руската поезия след трагичната му смърт.
- 1828 г. – Създава първите си романтични поеми и стихове (на 13 години).
- 1829 г. – Започва да пише „Демон“.
- 1830 г. – Изучава и превежда Байрон; работи над ранните си драми; първата му проявя се печата („Пролет“).
- 1832 – 1833 г. – Работи над „Демон“ и цикъла кавказки поеми. Пише романа „Вадим“.
- 1834 г. – Завършва петата редакция на „Демон“.
- 1835 г. – Написва драмата „Маскарад“. Излиза поемата „Хаджи Абрек“. Работи над драмата „Двама братя“.
- 1836 г. – Пише романа „Княгиня Лиговска“.
- 1837 г. – Написва „Смъртта на поета“; публикува „Бородино“.
- 1838 г. – Сътрудничи в сп. „Отечествени записки“. Написва „Кинжал“ и шести и седми вариант на „Демон“.
- 1839 г. – Издава „Бела“, „Фаталист“, „Размисъл“, „Молитва“, „Поет“. Завършва „Мцири“.
- 1840 г. – Излиза първото издание на „Герой на нашето време“. В Москва излиза сборникът му „Стихотворения“.
- 1841 г. – Написва „Завещание“, „Оправдание“, „Любовта на мъртвеца“, „Прости, немита Рус“, последния вариант на „Демон“.
- април 1841 г. – Печата „Родина“; второ издание на „Герой на нашето време“.

Лермонтов е автор и на произведения с нецензурно съдържание. Той владеел непристоен език и създава редица стихотворения, поеми и епиграми с откровено еротичен или сатиричен характер. Въпреки че и в тези творби личи поетичният му талант, те не се радват на одобрение в по-широките обществени кръгове и остават популярни основно сред близкото му обкръжение – предимно драгунски и пехотни офицери. Тази страна от творчеството му до известна степен накърнява репутацията му сред някои от съвременниците.